# 왕관앵무
왕관앵무(王冠鸚鵡, 영어: Cockatiel, /ˌkɒkəˈtiːl/; Nymphicus hollandicus), 영어권 별칭 웨이로(weero/weiro) 또는 쿼리온(quarrion)는 오스트레일리아 지역에서 서식하는 관앵무과에 속하는 중형 앵무새이다.
전 세계적으로 집에서 기르는 애완동물이자 반려앵무로 길러지고 있으며 다른 앵무새에 비해서 사육이 쉽다. 앵무새 중에서는 사랑앵무 다음으로 많이 길러진다.
왕관앵무는 왕관앵무속(Nymphicus)의 유일한 종이다. 이전까지는 왕관앵무가 작은잉꼬(Parakeet)인지 작은코카투인지 불분명했으나 현대의 분자학적 연구를 통해 왕관앵무는 왕관앵무아과(Nymphicinae)에 속한 독립된 종임이 밝혀졌다. 따라서 현재는 관앵무과에 속하는 가장 작은 아과로 분류된다. 왕관앵무는 오스트레일리아가 원 서식지로 보통 습지, 관목, 덤불 지대에서 주로 서식한다. 이 새는 여러 가지 돌연변이가 있다.

## 계통과 이름
1788년 J. F. 멜린이 Systema naturae에 Psittacus novaehollandiae라는 학명으로 처음 기술했고, 1792년에는 스코틀랜드의 작가이자 자연주의자인 로버트 케르가 Psittacus hollandicus라는 학명으로 기술했으며, 1832년에는 바글러가 Nymphicus 속 아래로 배치했다. 속 이름은 이 새의 원 서식지에서 처음 관측한 유럽인의 경험을 바탕으로 따 와 지어졌다. 탐험가들은 새가 너무 아름답다고 생각해 신화 속 님프의 이름을 따와 이름을 붙였다. hollandicus 라는 종명은 오스트레일리아의 옛 이름인 뉴홀랜드의 이름을 따서 붙여졌다.
왕관앵무의 생물학적 관계는 오랫동안 불확실했는데 현재는 왕관앵무아과(Nymphicinae)라는 단형 아과에 속하지만 과거에는 넓쩍꼬리앵무가 있는 장미앵무아과(Platycercinae) 아래로 분류하기도 했다. 이 문제는 분자학적 연구를 통해 해결되었다. 1984년 단백질 동위효소 연구에 따르면 다른 앵무새보다 코카투와 아주 가까운 관계이며, 미토콘드리아 125 rRNA 염기서열 데이터에 따르면 붉은꼬리검은유황앵무아과(Calyptorhynchinae, 검은 코카투)에 속한다고 말할 수 있을 정도로 가깝다. 독특한, 넓쩍꼬리앵무를 닮은 형태적 특징은 몸집이 줄어들며 그에 따라 생태적 지위가 변화하면서 생긴 진화적 결과물이다.
반면 핵 베타 피브리노겐(β-fibrinogen) 유전자의 인트론 7의 염기서열 분석에서는 유전자 차이가 붉은꼬리검은유황앵무아과 아래에 속한다기보단 왕관앵무아과를 독립적이라고 말할 수 있을 정도로 크다고 나왔다.
현재 왕관앵무는 바짝 선 볏, 쓸개, 솜털, 매우 희미한 층(파랑과 녹색 털이 뚜렷하게 보이지 않음), 부리 측면을 덮고 있는 얼굴깃털 등 모두 관앵무과 이외에는 발견되지 않는 관앵무과에 속한 앵무새의 특징을 공통적으로 가지고 있어 생물학적으로 관앵무과(코카투)에 속하는 생물이라는 것은 확실하게 결정된 상태이다. 또한 다른 코카투와의 관계도 왕관앵무와 또 다른 코카투 종인 붉은관유황앵무와의 성공적인 잡종 사례가 한 건 이상 존재하여 매우 관계가 깊음을 알 수 있다.

## 분포 및 서식지

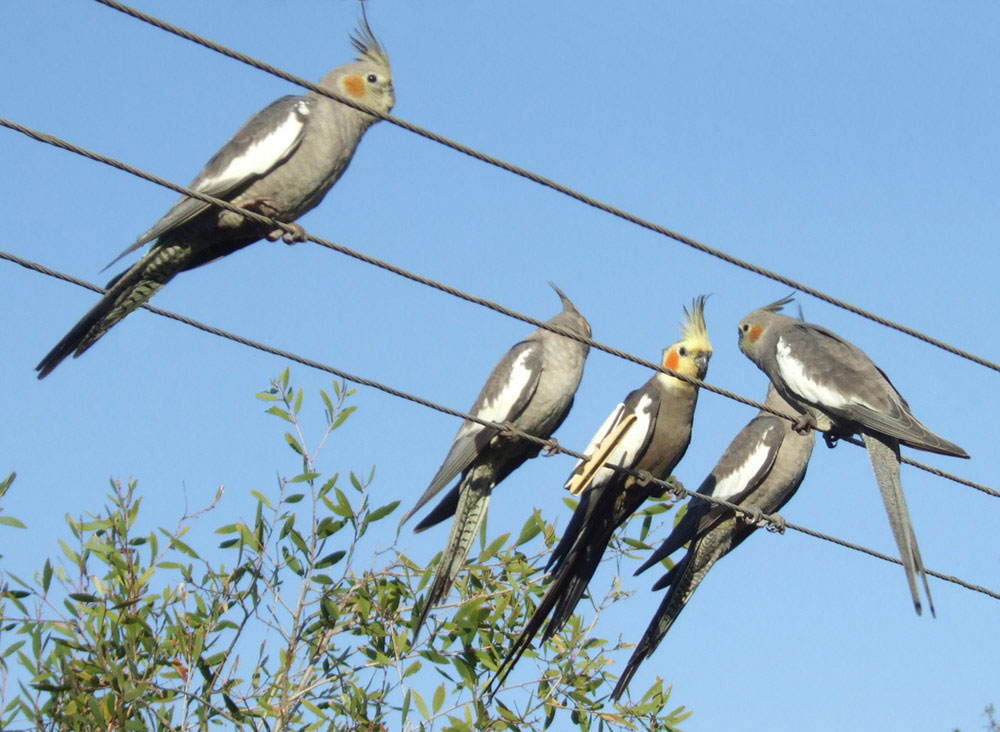
오스트레일리아의 야생 왕관앵무

왕관앵무는 오스트레일리아가 원산지로, 주로 건조 또는 반건조 지역에 서식하지만 항상 물과 가까운 곳에 있다. 이 종은 주로 유목 생활을 하며, 먹이와 물을 구할 수 있는 곳으로 이동한다. 보통 쌍을 이루거나 작은 무리로 발견된다. 때로는 수백 마리가 한 수원지 주변에 모여들기도 한다. 야생 왕관앵무는 주로 씨앗, 특히 아카시아속, 밀, 해바라기, 수수 등을 먹는다. 많은 농부들의 우려대로, 이들은 종종 재배 작물을 먹는다. 왕관앵무는 뉴사우스웨일스주 서부와 퀸즐랜드주, 앨리스스프링스, 킴벌리 지역, 웨스턴오스트레일리아주 북서부 등에서 관찰될 수 있다. 이들은 가장 비옥한 남서부와 남동부 지역, 가장 깊은 웨스턴오스트레일리아주 사막, 그리고 케이프요크반도에는 서식하지 않는다.

## 모습

### 외형
왕관앵무의 독특한 도가머리(볏 같이 생긴 것)는 개체의 감정 상태를 나타낸다. 왕관앵무가 놀라거나 흥분하면 도가머리는 거의 수직을 이루며, 중립적이거나 편안한 상태에서는 부드럽게 비스듬히 기울어지며 화나거나 방어적인 상태에서는 머리 가까이로 평평하게 선다. 또한 도가머리가 평평하게 서 있어도 왕관앵무가 매혹하러거나 추파를 던질 땐 뒤편이 앞쪽으로 튀어나온다. 피곤할 땐 도가머리가 반 쯤 위에 있으며 끄트머리가 보통 위로 말려 올라간다. 대부분의 코카투와는 달리 왕관앵무는 전체 길이의 절반을 차지하는 긴 꼬리깃도 가지고 있다. 이 길이는 약 30~33 cm로 왕관앵무가 코카투 중 가장 작은 몸집 30~60 cm의 동물이라는 걸 가정하면 매우 길다.

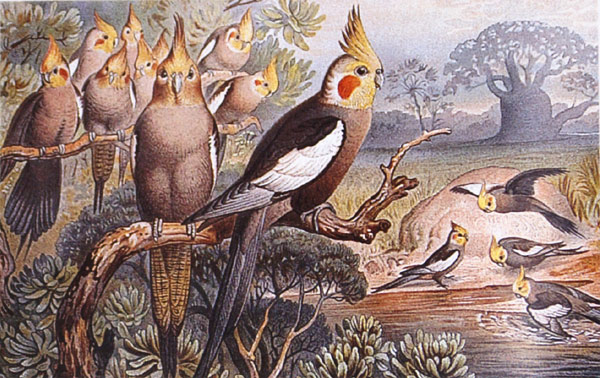
1927년 브렘스 동물생활 그림

"노멀그레이"나 "야생형" 왕관앵무의 겉모습은 깃털이 대부분 회색빛이며 양 쪽 날개의 바깥쪽 끝부분에 눈에 띄는 흰색 점무늬가 있다. 수컷의 얼굴은 노란색 또는 흰색이며 암컷의 얼굴은 주로 회색, 밝은 회색 계열이고, 암수 모두 양쪽 귀쪽에 '체다볼'이라고 부르는 둥근 주황 반점이 있다. 이 주황 반점은 일반적인 수컷 성체면 매우 뚜렷하지만 암컷은 상당히 채도가 낮은 색인 경우가 많다. 왕관앵무의 다른 품종에서는 이 반점 색깔을 통해 성별을 구분할 수 있는 경우도 있다.

### 성적 이형성
대부분의 야생 왕관앵무 새끼와 어린 개체는 암컷처럼 보이며, 부화 시점부터 첫 털갈이까지는 암수를 거의 구별할 수 없다. 이들은 꼬리 깃털의 배쪽 표면에 수평의 노란색 줄무늬나 띠, 날개 덮깃의 배쪽 표면에 노란색 반점, 회색 볏과 얼굴, 그리고 각 뺨에 흐릿한 주황색 반점을 가지고 있다. 그러나 일부 현대 돌연변이 품종이 성염색체 연관해 일어나는 경우도 있어 깃털이 자라자마자 수컷과 암컷 새끼를 쉽게 구별할 수 있다.
일반적인 회색 몸통에 노란색 머리의 색상을 가진 성체 왕관앵무는 다른 많은 조류 종에 비해 덜하지만 성적 이형성을 보인다. 이는 부화 후 약 6~9개월이 지나 첫 털갈이를 한 후에야 분명해진다. 수컷은 꼬리 깃털과 날개 밑면의 흰색 또는 노란색 줄무늬와 반점이 사라진다. 뺨과 볏의 회색 깃털은 밝은 노란색 깃털로 바뀌며, 주황색 뺨 반점은 더욱 밝고 뚜렷해진다. 암컷의 얼굴과 볏은 일반적으로 노란색을 띠는 회색으로 유지되며, 주황색 뺨 반점은 덜 선명하다. 또한 암컷은 꼬리 깃털 밑면에 수평 줄무늬를 유지하는 경우가 많다.
왕관앵무의 색상은 두 가지 안료에서 비롯된다. 하나는 멜라닌(깃털, 눈, 부리, 발의 회색을 제공)이고 다른 하나는 프시타코풀빈(얼굴과 꼬리의 노란색, 뺨 반점의 주황색을 제공)이다. 두 가지가 모두 존재할 때 멜라닌의 회색이 프시타코풀빈의 노란색과 주황색을 덮는다.
수컷은 성숙하면서 얼굴의 멜라닌 함량이 감소하여 노란색과 주황색 프시타코풀빈이 더 잘 보이게 되는 반면, 꼬리의 멜라닌 함량이 증가하여 수평의 노란색 꼬리 줄무늬가 사라진다.
이러한 외형적 특징 외에도 성체 수컷의 발성은 일반적으로 암컷보다 더 크고 복잡하다. 그러나 대부분의 경우와 마찬가지로 이는 반드시 따르는 규칙적인 구분법이 아니다.

### 색 돌연변이
전 세계적으로 현재 조류 사육에서 확립된 왕관앵무 색상 돌연변이는 22가지이며, 이 중 8가지는 오스트레일리아에만 해당한다. 사육 상태에서 나타난 돌연변이는 다양한 색상을 띠며, 일부는 자연에서 관찰되는 것과는 상당히 다르다. 야생 왕관앵무는 회색이며 수컷과 암컷 사이에 눈에 띄는 차이가 있다. 수컷 회색 왕관앵무는 일반적으로 노란색 머리를 가지는 반면 암컷은 회색 머리를 가진다. 어린 개체는 암컷과 비슷하게 보이며 부리 색깔이 더 분홍색이다. 파이드 돌연변이는 1949년 캘리포니아에서 처음 나타났다. 이 돌연변이는 단색의 새에 얼룩무늬 색상이 나타나는 것을 말한다. 예를 들어, 노란색 왕관앵무에 회색 얼룩무늬가 나타날 수 있다.
루티노 색상은 1958년에 처음 발견되었다. 이 새는 야생 개체에서 보이는 회색이 없고 흰색에서 부드러운 노란색을 띤다. 이는 인기 있는 색상이지만, 근친 교배 때문에 이런 색을 지닌 왕관앵무는 종종 볏 뒤에 작은 털이 없는 부분이 있다. 1950년대에 처음 발견된 시나몬 돌연변이는 회색과 매우 유사하지만, 이 새들은 더 따뜻한 갈색을 띤다. 펄링은 1967년에 처음 발견되었다. 이는 한 가지 색상의 깃털에 다른 색상의 가장자리가 있는 것을 말하며, 예를 들어 노란색 끝이 있는 회색 깃털처럼 보인다. 이 독특한 패턴은 새의 날개나 등에 나타난다. 알비노 색상 돌연변이는 안료가 부족한 것이다. 이 새들은 붉은 눈을 가진 흰색이다. 팔로우 왕관앵무는 1970년대에 처음 나타났다. 이 돌연변이는 시나몬 색상에 노란색 부분이 있는 새로 나타난다. 다른 돌연변이로는 에메랄드/올리브, 우성 및 열성 실버, 그리고 오스트레일리아에만 있는 돌연변이: 오스트레일리아 팔로우, 페이디드(서해안 실버), 딜루트/파스텔 실버(동해안 실버), 실버 스팽글(에지드 딜루트), 플래티넘, 서퓨즈드(오스트레일리아 올리브), 그리고 주석 색상이 있다. 얼굴 변형 돌연변이로는 화이트페이스, 파스텔페이스, 우성 노란색 뺨, 성염색체 연관 노란색 뺨, 골드 뺨, 크림 얼굴, 그리고 오스트레일리아 노란색 뺨이 있다.
왕관앵무의 색상 돌연변이는 한 마리의 새가 여러 가지 색상 돌연변이를 가질 수 있기 때문에 더욱 복잡해질 수 있다. 예를 들어, 노란색 루티노 왕관앵무는 등과 날개에 흰색 반점이 있는 펄링을 가질 수 있다. 이는 이중 돌연변이이다. 사중 돌연변이의 예로는 펄링과 파이드 무늬가 있는 노란색 얼굴 시나몬 왕관앵무가 있다.

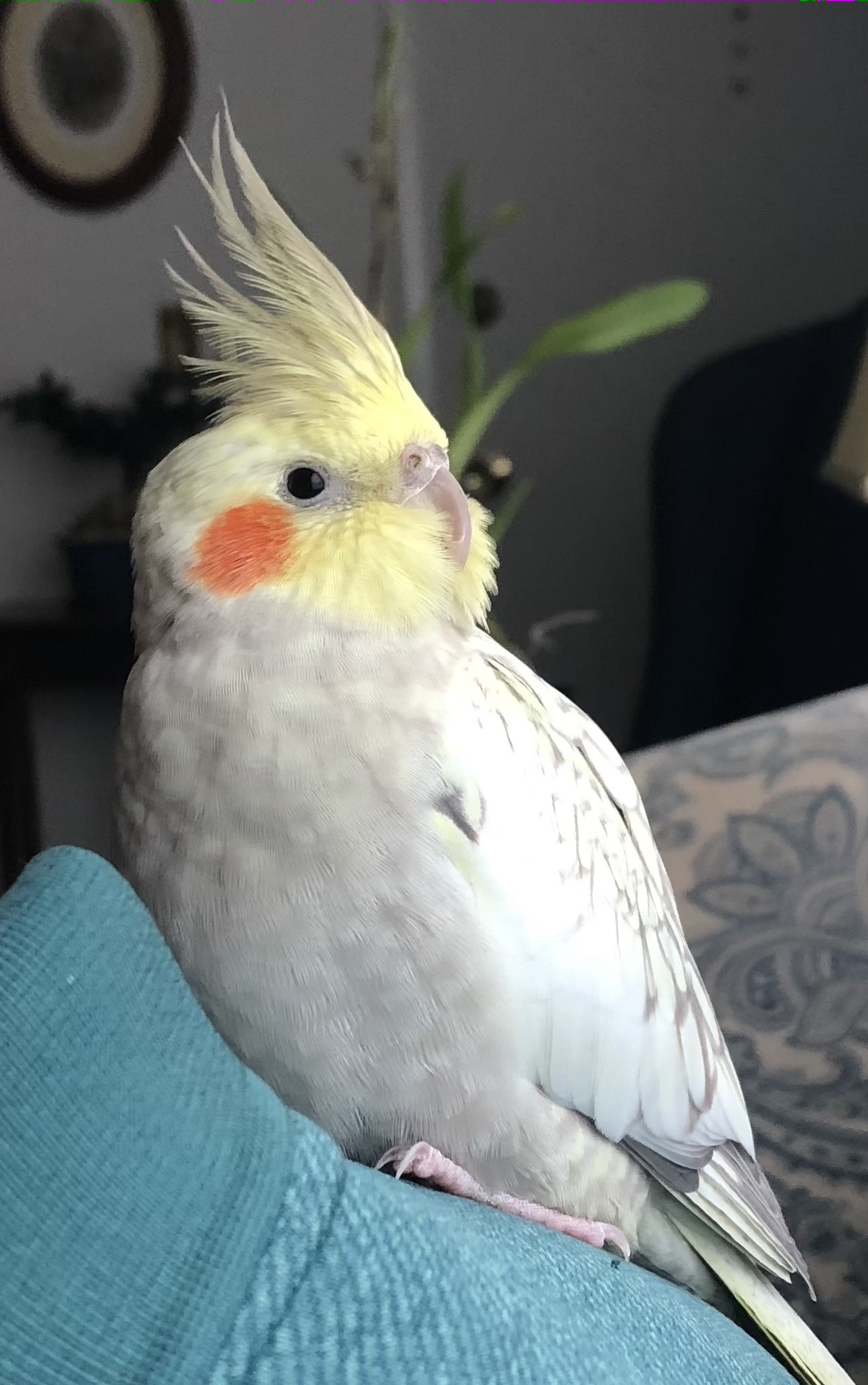
암컷 펄 왕관앵무
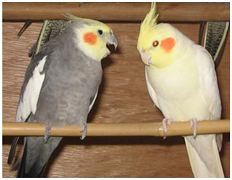
두 가지 색상의 수컷 왕관앵무
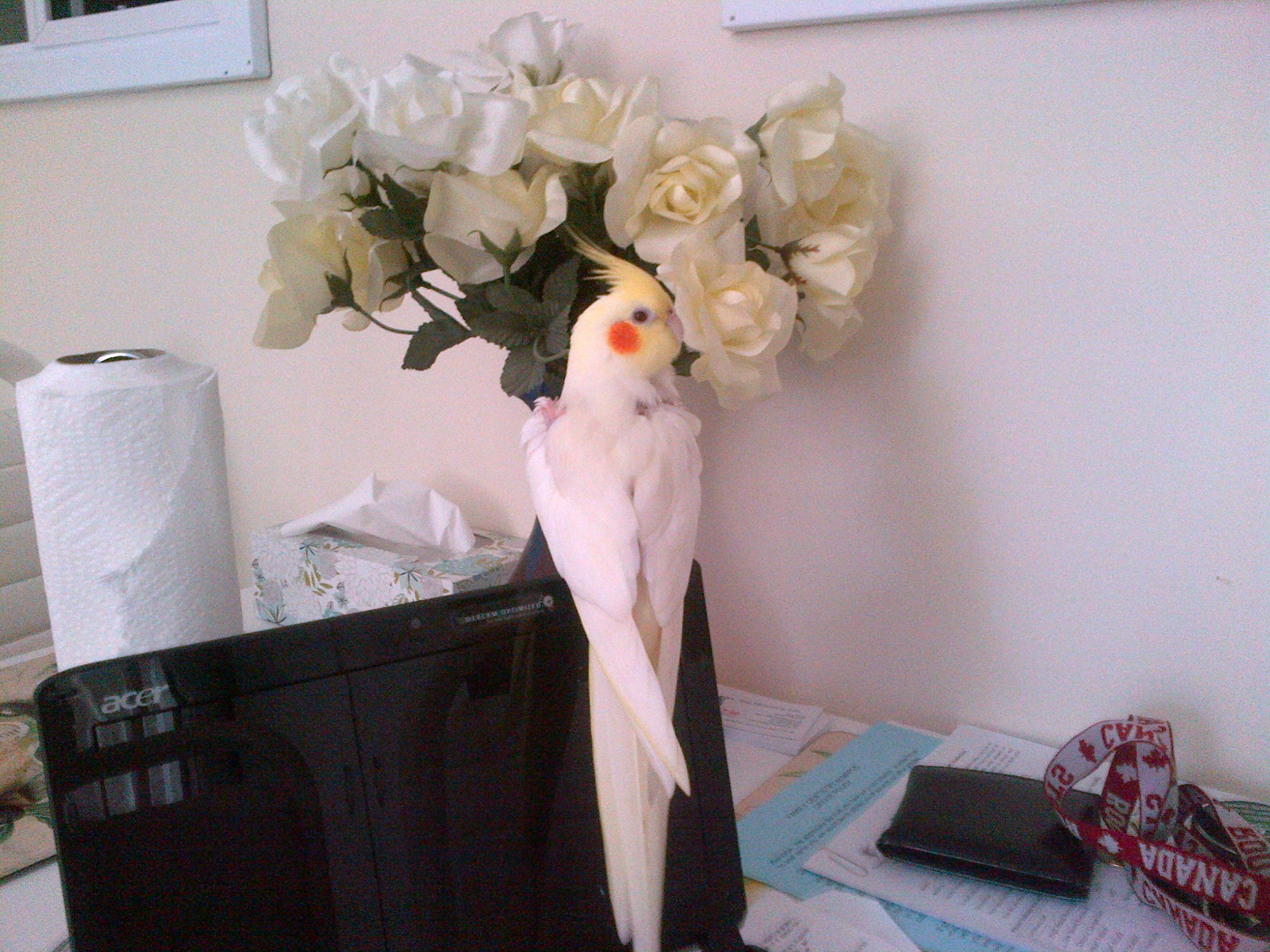
암컷 루티노 왕관앵무
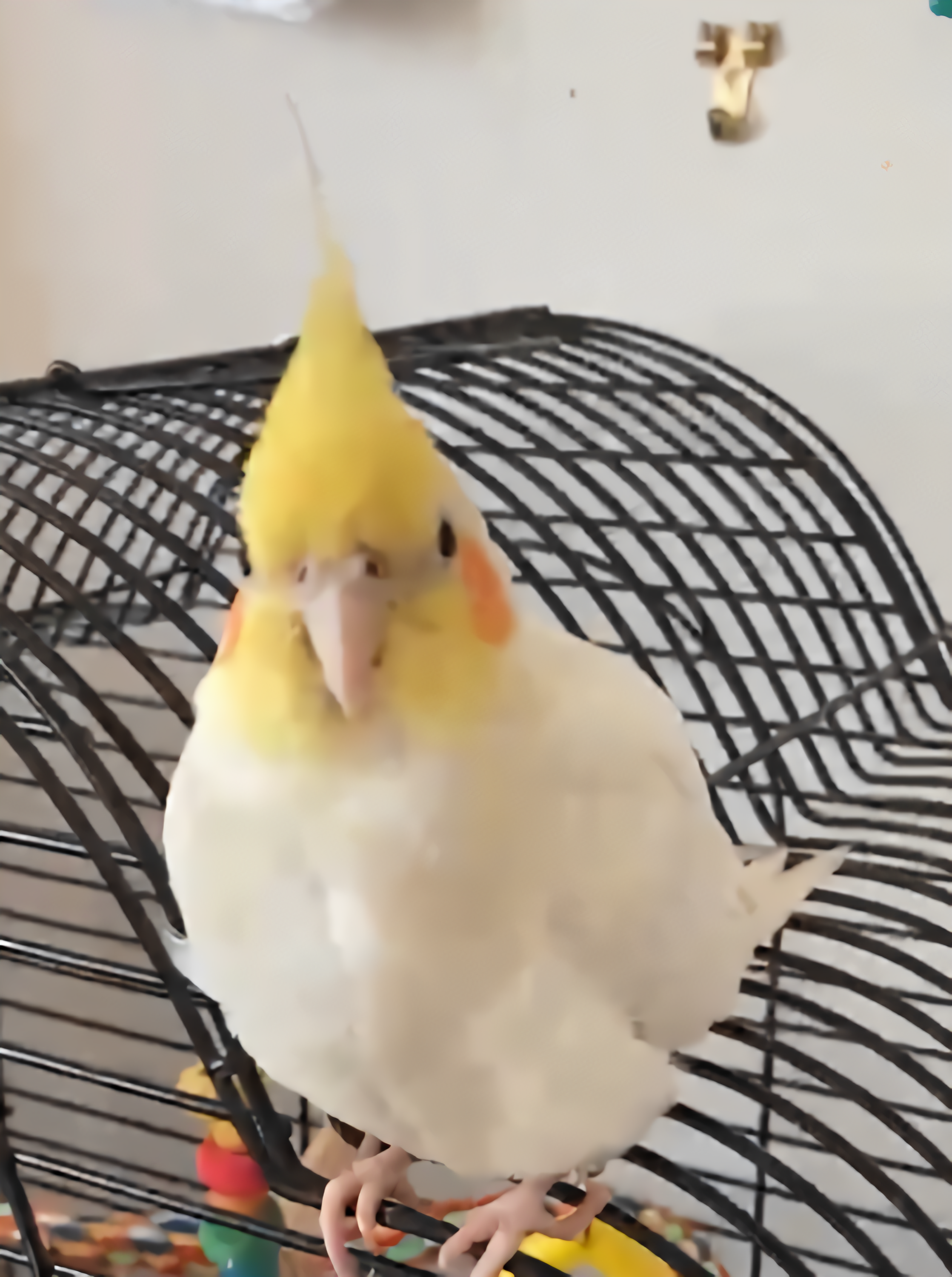
1.5세 수컷 루티노 왕관앵무
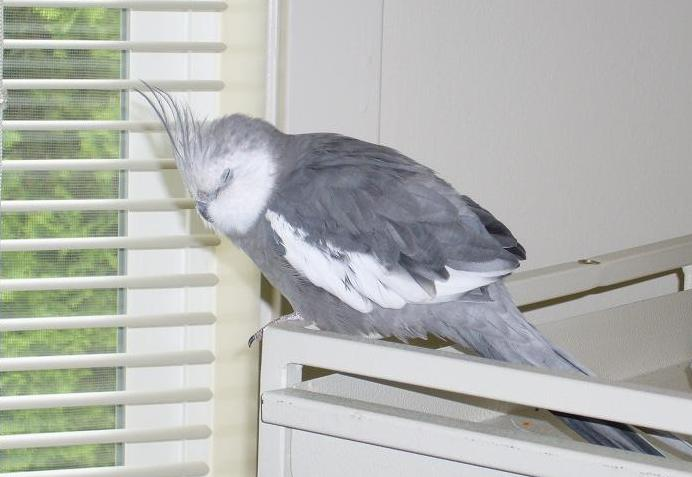
휴식 중인 수컷 화이트페이스 왕관앵무

### 번식 및 수명
번식은 계절성 강우 시기 시작된다. 왕관앵무는 유칼립투스/고무나무와 같이 신선한 수원지 근처의 나무 구멍에 둥지를 튼다. 암컷은 4~7개의 알을 이틀에 한 번씩 낳으며, 17~23일 동안 품는다. 새끼는 5주 후에 둥지를 떠난다. 왕관앵무는 첫 해 말에 번식할 수 있는 유일한 코카투 종이다.
왕관앵무의 평균 수명은 12~15년이지만, 사육 상태에서 적절한 생활 조건을 갖추면 16~25년까지 살 수 있다. 가장 오래 살았다고 확인된 왕관앵무는 36세였다.

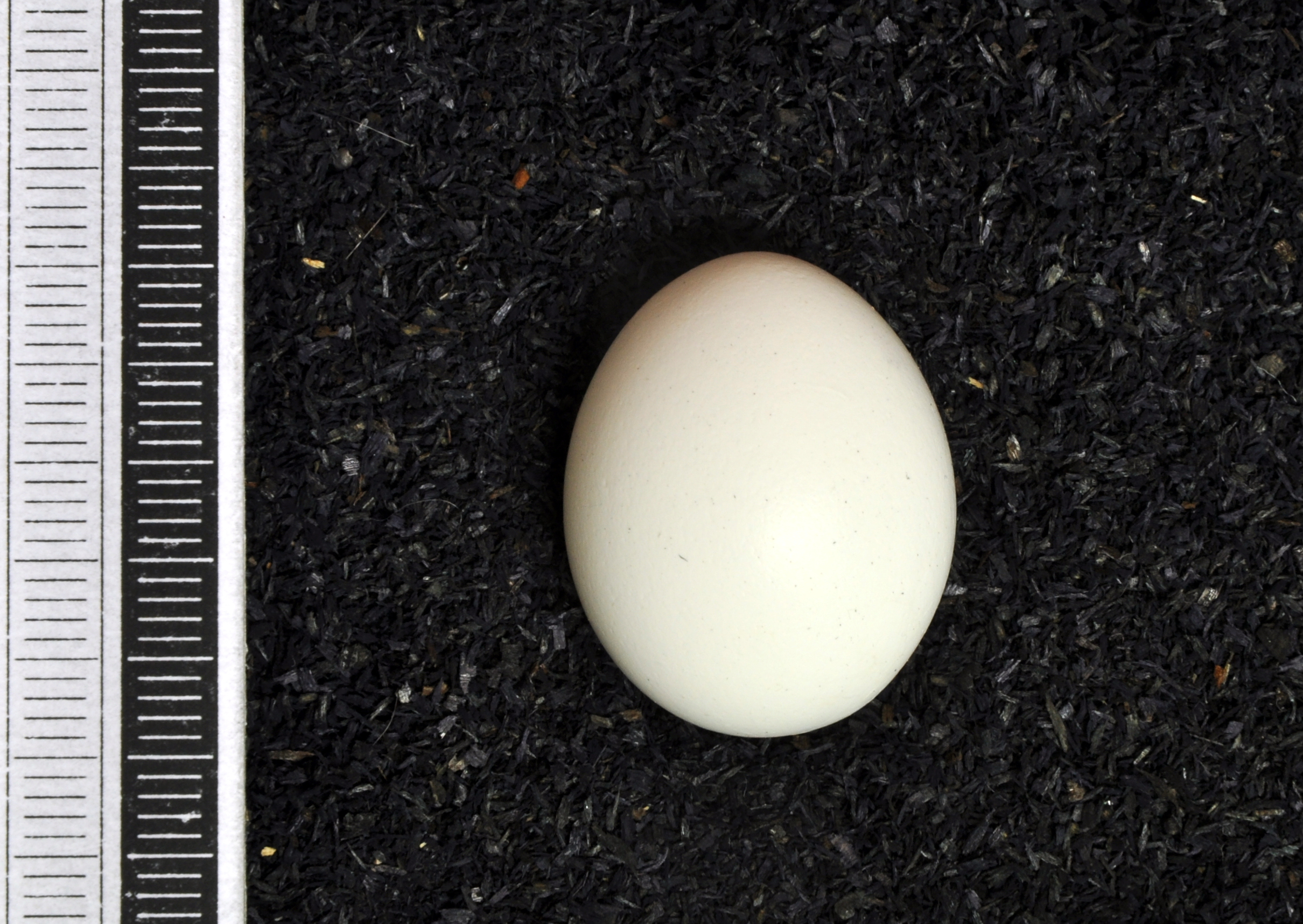
알, 비젠바덴 박물관 소장
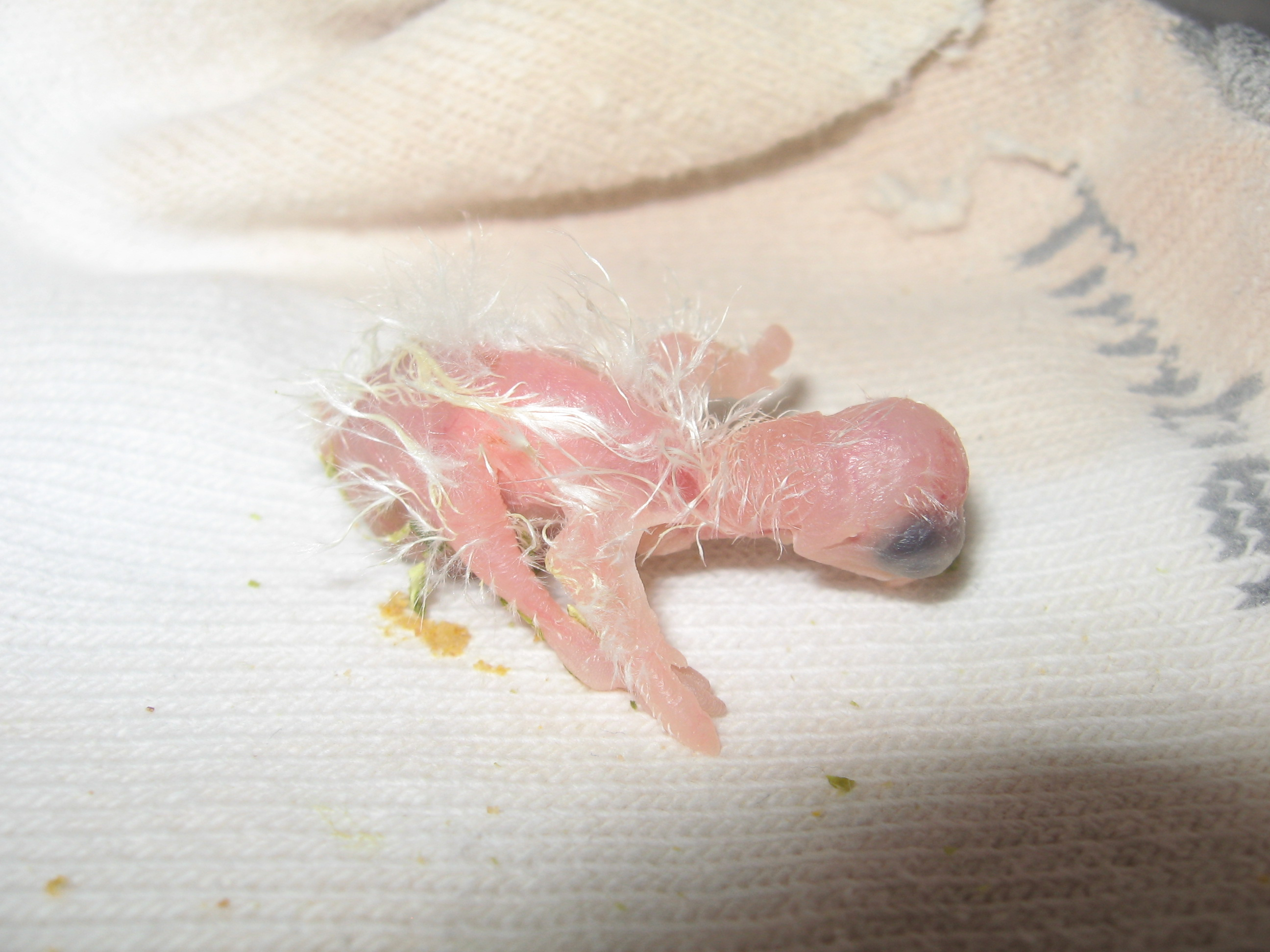
생후 1일 왕관앵무 새끼
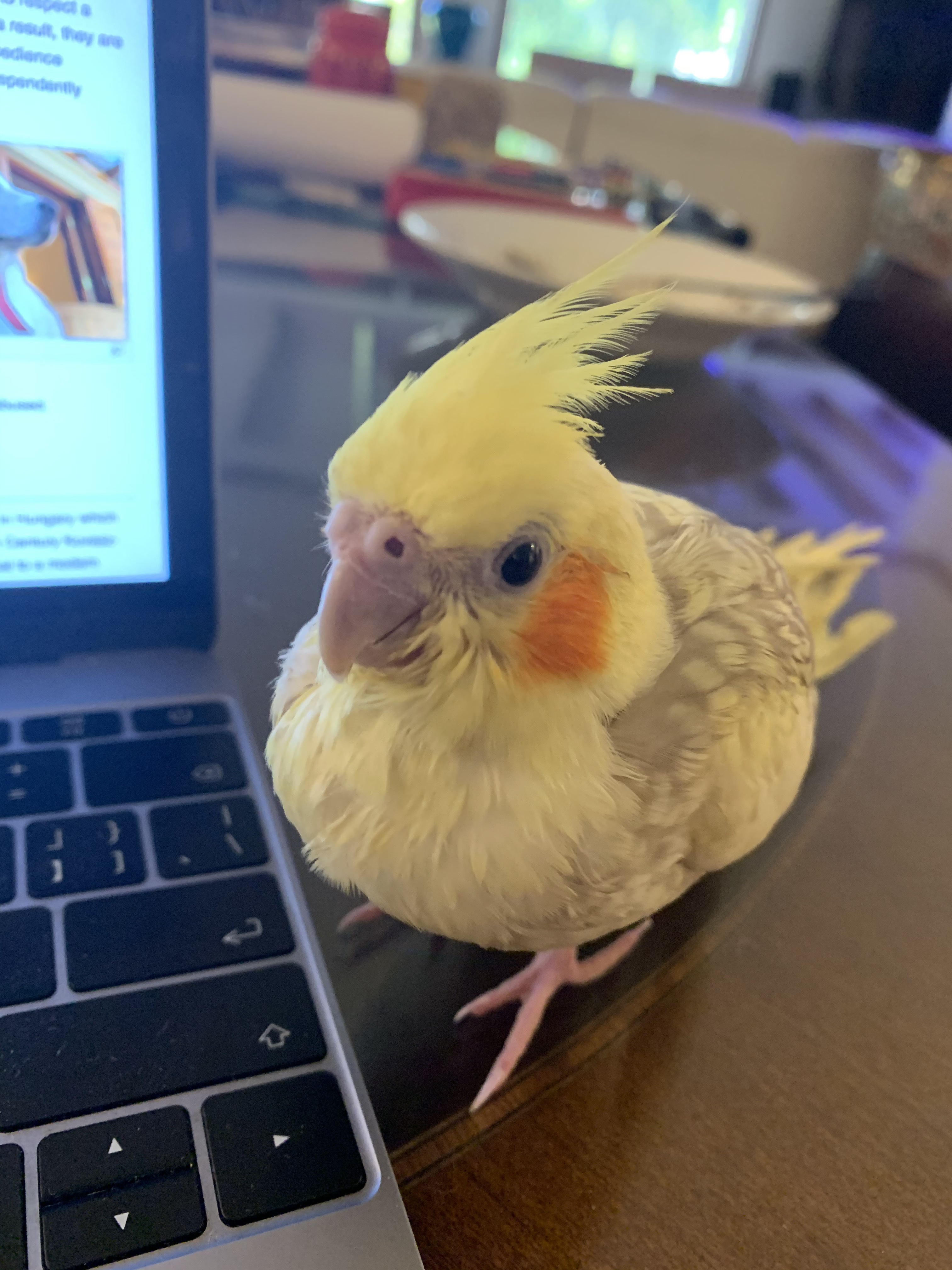
둥지를 떠난 어린 왕관앵무
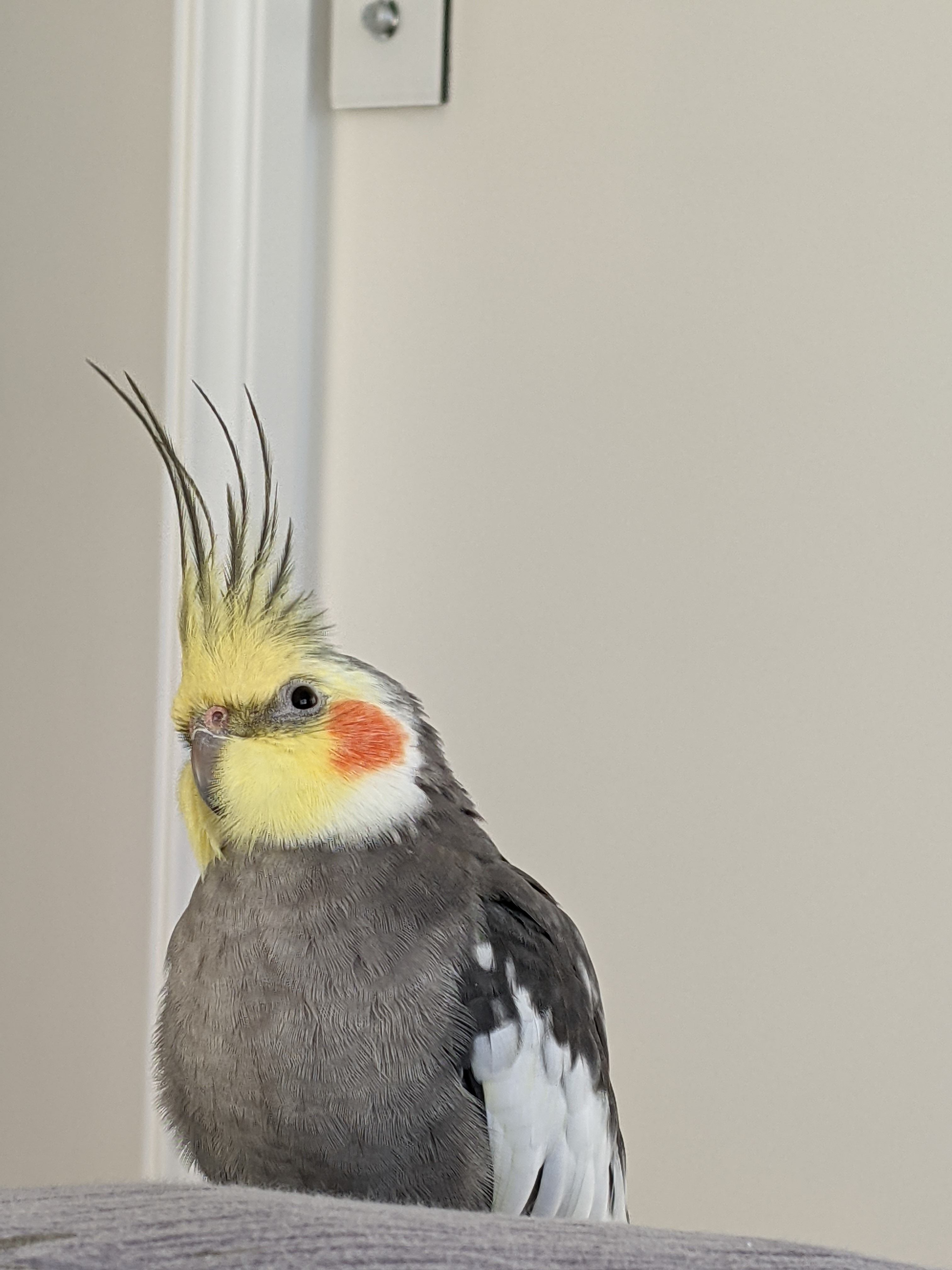
4.5세 수컷 왕관앵무
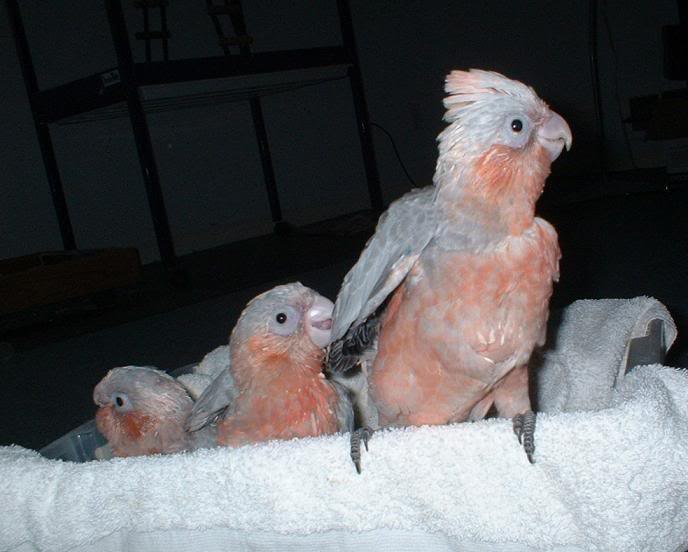
어린 '갈라티엘' 3마리 (N. hollandicus x E. roseicapilla, 왕관앵무와 갈라의 잡종)

## 발성 및 소리
왕관앵무는 매우 목소리가 크며 흉내내기를 통해 많은 단어와 구절을 배울 수 있다. 일반적으로 수컷이 암컷보다 말하기, 흉내내기, 노래하기를 더 빨리 배우며, 울음소리도 더 다양하다.
왕관앵무는 또한 특정 멜로디를 노래하도록 훈련받을 수 있으며, 일부 왕관앵무는 인간의 노래와 멜로디를 같이 따라할 수 있다고 입증되었다. 다른 왕관앵무는 알람 시계, 전화, 곡조 또는 야외의 다른 새를 포함한 가정 소리를 독립적으로 흉내내도록 배웠다.

## 같이 보기
- 회색왕관앵무
- 색 돌연변이 왕관앵무
- 애완앵무
- 얼룩왕관앵무
- 루티노 왕관앵무
- 사랑앵무
- 하얀얼굴왕관앵무
- 코카투
- 동담황색왕관앵무

## 참고 문헌
- Astuti, Dwi (2004?): A phylogeny of cockatoos (Aves: Psittaciformes) inferred from DNA sequences of the seventh intron of nuclear β-fibrinogen gene. Doctoral work, Graduate School of Environmental Earth Science, Hokkaido University, Japan. PDF fulltext
- Dwi Astuti (2011). “Phylogenetic relationships within Cockatoos (Aves: Psittaciformes) Based on DNA Sequences of The Seventh intron of Nuclear β-fibrinogen gene” (PDF). 《Jurnal Biologi Indonesia》 7 (1): 1–11. ISSN 0854-4425.
- 플렉, 짐 (2002): 사진 야외 가이드: 오스트레일리아의 새. 리드 뉴 홀랜드, 시드니 & 런던. ISBN 1-876334-78-9
- Martin, Terry (2002). 《A Guide To Colour Mutations and Genetics in Parrots》. ABK Publications. ISBN 978-0-9577024-6-2.
- Hayward, Jim (1992). 《The Manual of Colour Breeding》. The Aviculturist Publications. ISBN 978-0-9519098-0-5.